# Madonna Piot
La Madonna Piot (o tondo de la Virgen adorando al Niño) es una obra atribuida a Donatello y conservada en el Museo del Louvre de París. Está realizada en terracota policromada con incrustaciones de vidrio y cera y es generalmente datada aproximadamente en el año 1440.

## Historia
La obra llegó al Louvre en 1890 gracias a la donación realizada por Eugène Piot y desde entonces ha estado alternativamente atribuida a Donatello y a su propio círculo con varias disputas también sobre su datación. Se trata de una obra nacida para la devoción privada en circunstancias todavía desconocidas. El 1440 aproximadamente es el periodo de obras cultas y agraciadas (como el célebre David), en el que generalmente se sitúa también esta Madonna. Otros la datan en el periodo de la vejez del artista, hacia el 1460.

## Descripción
La obra es un notable ejemplo de stiacciato, con una intensa expresividad de las figuras. La Madonna está representada con las manos unidas mientras reza al Niño, que está sentado ante ella con dos discos en la mano. De gran efecto es el ligerísimo paño sedoso, sobre todo el situado alrededor de la cabeza donde transmite una sensación de refinadísimas transparencias. Original es el fondo compuesto de unos cuarenta de medallones de fondo rojo con representaciones de querubines blancos o de ánforas (símbolo de la maternidad de la Virgen): hoy muchos han sido recuperados en fase de restauración.
Los rastros de doradura han hecho sugerir (Giorgio Bonsanti) que toda la obra pudiera haber sido dorada en su tiempo, creando un fulgurante efecto de colorido.
- Datos: Q3842419